# 大阪府済生会富田林病院
大阪府済生会富田林病院（おおさかふさいせいかいとんだばやしびょういん）は、大阪府富田林市にある公設民営型民間病院。
救急告示病院、大阪府がん診療拠点病院（府指定）、大阪府肝炎専門医療機関、大阪府難病医療協力病院等に指定されている。

## 沿革
（この節の出典）
- 1977年（昭和52年） - 開院（144床）。
- 1980年（昭和55年） - 300床へ増床。
- 2004年（平成16年） - 臨床研修病院に指定。
- 2014年（平成26年） - 地域包括ケア病棟開設、電子カルテ導入、大阪DMAT隊発足
- 2018年（平成30年） - 「富田林病院の譲渡等に関する基本協定書[6]」に基づき、富田林市より譲渡。
- 2020年（令和2年）11月 - 新病院に移転し診療開始[7]（260床[8]）。
- 2021年（令和3年）秋頃 - 新病院（260床、地上6階、地下1階）グランドオープン[7]。

## 診療科
- 内科
- 循環器内科
- 外科
- 整形外科
- 小児科
- 眼科
- 泌尿器科
- 皮膚科
- 耳鼻咽喉科
- 形成外科
- 産婦人科・お産センター(院内助産院)
- 脳神経外科(外来のみ)
- 放射線科
- 麻酔科
- リハビリテーション科
- がん相談支援センター - がん専門相談員が当院への通院を問わず患者、家族の相談に応じる[9]。

## 認定専門医人数
（下表の出典）
| 認定医・専門医名           | 人数 | 学会名                                   | 認定医・専門医名       | 人数 | 学会名                               |
| -------------------------- | ---- | ---------------------------------------- | ---------------------- | ---- | ------------------------------------ |
| 整形外科専門医             | 5人  | 公益社団法人日本整形外科学会             | 皮膚科専門医           | 2人  | （社）日本皮膚科学会                 |
| 心臓血管外科専門医         | 1人  | 特定非営利活動法人日本心臓血管外科学会   | 麻酔科専門医           | 1人  | 公益社団法人日本麻酔科学会           |
| 放射線科専門医             | 1人  | 公益社団法人日本医学放射線学会           | 眼科専門医             | 1人  | 公益財団法人日本眼科学会             |
| 消化器内視鏡専門医         | 3人  | 一般社団法人日本消化器内視鏡学会         | 産婦人科専門医         | 1人  | 公益社団法人日本産科婦人科学会       |
| 耳鼻咽喉科専門医           | 1人  | 一般社団法人日本耳鼻咽喉科学会           | 泌尿器科専門医         | 2人  | 一般社団法人日本泌尿器科学会         |
| リウマチ専門医             | 1人  | 一般社団法人日本リウマチ学会             | 病理専門医             | 1人  | 一般社団法人日本病理学会             |
| 乳腺専門医                 | 2人  | 一般社団法人日本乳癌学会                 | 総合内科専門医         | 4人  | 一般社団法人日本内科学会             |
| 外科専門医                 | 5人  | 一般社団法人日本外科学会                 | 肝臓専門医             | 1人  | 一般社団法人日本肝臓学会             |
| 循環器専門医               | 4人  | 一般社団法人日本循環器学会               | 消化器病専門医         | 4人  | 一般財団法人日本消化器病学会         |
| 腎臓専門医                 | 1人  | 一般社団法人日本腎臓学会                 | 小児科専門医           | 1人  | 公益社団法人日本小児科学会           |
| 消化器外科専門医           | 5人  | 一般社団法人日本消化器外科学会           | 周産期（新生児）専門医 | 1人  | 一般社団法人日本周産期・新生児医学会 |
| 細胞診専門医               | 1人  | 公益社団法人日本臨床細胞学会             | 透析専門医             | 1人  | 一般社団法人日本透析医学会           |
| リハビリテーション科専門医 | 1人  | 公益社団法人日本リハビリテーション医学会 | 老年病専門医           | 1人  | 一般社団法人日本老年医学会           |

## 医療機関の認定
（この節の出典）
| 保険医療機関 | 労災保険指定病院 |
| 母体保護法指定医の配置されている医療機関 | 生活保護法指定病院(中国残留邦人等の円滑な帰国の促進並びに永住帰国した中国残留邦人等及び特定配偶者の自立の支援に関する法律(平成6年法律第30号)に基づく指定医療機関を含む。) |
| 臨床研修病院 | 指定自立支援病院（更生医療） |
| 指定自立支援病院（育成医療） | 原子爆弾被害者医療指定病院 |
| 原子爆弾被害者一般疾病医療取扱病院 | DPC対象病院 |
| 指定小児慢性特定疾病医療機関 | 指定自立支援医療機関（精神通院医療） |
| 無料低額診療事業実施医療機関 | 身体障害者福祉法指定医の配置されている医療機関 |
| 診療科名中に産婦人科、産科又は婦人科を有する病院にあっては、公益財団法人日本医療機能評価機構が定める産科医療補償制度標準補償約款と同一の産科医療補償約款に基づく補償の有無 | 公害医療機関 |
| 単独型臨床研修施設又は管理型臨床研修施設 | |

- 救急告示病院（二次救急）[11]
- このほか、各種法令による指定・認定病院であるとともに、各学会の認定施設でもある。

## 交通アクセス
- 南海電鉄高野線「金剛駅」南海バス1番乗り場より「向陽・藤沢台」回りで富田林バス10分[12]。
- 近鉄長野線「富田林駅」からバスで約10分[12]。
- 金剛駅、富田林駅及び各方面に送迎バスを運行している[12]。